# Juan Nepomuceno Rosains
Juan Nepomuceno Rosains  (San Juan de los Llanos, Nueva España, 13 de febrero de 1782 - Puebla de los Ángeles, México, 16 de octubre de 1830) fue un abogado y militar insurgente, que combatió durante la guerra de la independencia de México junto a José María Morelos.

## Estudios
Nació en el seno de una familia acaudalada. Se trasladó a la Ciudad de México en donde obtuvo su título de abogado el 20 de abril de 1808, sin embargo no ejerció su profesión pues se dedicó al cuidado de sus fincas de campo. Aunque mostró su simpatía por el movimiento insurgente iniciado por Miguel Hidalgo y Costilla, no tomó las armas durante los primeros años de la revolución.

## Primeros años de insurgencia en Puebla
Finalmente, convencido por el cura José Rafael Tarelo, se unió a la causa de la Independencia de México el 3 de abril de 1812 en la hacienda La Rinconada. Se levantó en armas con setecientos hombres en la zona comprendida de Chalchicomula, Nopalucan, Quecholac, y Tepeyahualco.
En la provincia se habían levantado en armas los insurgentes Antonio Arroyo, Antonio Bocardo, Máximo Machorro, Suárez y Vicente Gómez, quienes se apoderaron de Tepeaca y de un convoy con cañones que iba a ser enviado a Félix María Calleja para apoyar el sitio de Cuautla.  Por su parte, Rosains consideró que no tenía la suficiente fuerza militar para tomar la ciudad de Puebla, incluso un sacerdote que militaba en sus tropas solicitó el indulto, este hecho fue motivo suficiente para que Machorro dudara de su lealtad y lo hiciera prisionero junto con el hacendado Argüelles, quien también se había pronunciado a favor de la causa insurgente. Aunque ambos lograron escapar, las tropas de Machorro saquearon la hacienda de la Rinconada, propiedad de su familia. Rosains volvió a ser aprehendido en Chalchicomula por el padre Tarelo, quien lo remitió ante la presencia de Antonio Arroyo en Tepeaca. Estuvo prisionero junto con Antonio Sesma —rico hacendado que también se había pronunciado por la causa insurgente— durante largo tiempo hasta que José María Morelos ordenó su liberación. 
En Tehuacán fue comisionado por Mariano Matamoros para perseguir a los ladrones de la zona, de esta forma pudo vengarse del padre Tarelo, a quien le quitó su ganado. Morelos lo nombró auditor de Gurrea y su secretario. Participó con él en las campañas de las Cumbres, de las Villas, la toma de Oaxaca y en el sitio de Acapulco.

## Congreso de Anáhuac
Participó en el  Congreso de Anáhuac, siendo secretario de José María Morelos leyó el documento conocido como Sentimientos de la Nación al iniciarse las sesiones. Tras la muerte de Mariano Matamoros, Morelos lo nombró su segundo comandante militar con el grado de teniente general. Pero fue derrotado por fuerzas realistas en Chichihualco siendo forzado a escapar a Ajuchitlán. Debido a su impericia Ignacio López Rayón no reconoció su puesto, generándose un distanciamiento entre estos jefes insurgentes.
Operó como comandante militar en la zona de los actuales estados de Puebla y  Veracruz con la ayuda de Guadalupe Victoria. Tras un accidentado viaje llegó a la ciudad de Puebla, pero su autoridad no fue reconocida por el intendente de la insurgencia, José Antonio Pérez, quien lo consideró un traidor por abandonar a Morelos en Tlacotepec. Ante esta situación Rosains decidió establecerse en Jamapa y Huatusco. Intentó apoyar a Rayón, pero fue derrotado por el coronel realista Francisco Hevia.
Sus diferencias con Rayón repercutieron en otros caudillos insurgentes. Rayón ordenó a Antonio Arroyo —quien odiaba a Rosains— atacar a las tropas de Rosains, confrontándose así las tropas insurgentes en las cercanías de Tehuacán. Aunque Arroyo logró derrotar a Benítez, sobrino de Rosains, decidió emprender su retirada cuando lo abandonó el padre Sánchez. El Congreso de Anáhuac le pidió a Rosains entregar su mando a Francisco Arroyave, pero lejos de acatar la orden, lo mandó aprehender y fusilar, el 21 de diciembre de 1814, en un paraje de cerro Colorado conocido como "Palma del Terror" por las ejecuciones que se llevaron a cabo por órdenes de Rosains.  Esta acción fue muy mal vista por sus compañeros quienes dejaron de apoyarlo desconociendo su autoridad. Rosains logró entablar relaciones con Francisco Osorno realizando algunas campañas en conjunto, pero fue sorprendido y vencido constantemente por los realistas.
Debido a que su autoridad no era obedecida decidió confrontar a los insurgentes Corral y Montiel en Huatusco y Coscomatepec, pero fue derrotado en la barranca de Jamapa. Con algunos pocos de sus dragones logró escapar a Tehuacán. Manuel Mier y Terán, quien a la sazón militaba bajo las órdenes de Rosains, pactó con los insurgentes intercediendo por su vida, de tal forma Rosains fue aprehendido y llevado ante la presencia de Guadalupe Victoria quien decidió remitirlo a Zacatlán para ponerlo a disposición de Osorno. Este, a su vez, lo envió con una escolta para que se presentase ante el Congreso, pero Rosains logró escapar de sus custodios en las inmediaciones de Chalco. De esta forma decidió acogerse al indulto del gobierno virreinal con el cura de Ixtapaluca, el cual le fue concedido el 14 de octubre de 1815.

## Indulto e informante de ambos bandos
Se estableció en la ciudad de Puebla, el 15 de noviembre presentó al virrey una relación sobre el estado de la revolución y el detalle de la fortificación de Cerro Colorado. Por otra parte, continuó dando avisos secretos a los insurgentes. En 1821, cuando Agustín de Iturbide proclamó el Plan de Iguala se sometió a sus órdenes pero no tomó parte activa de la campaña.
En 1823, el presidente Guadalupe Victoria reconoció sus servicios asignándole una pensión de cuatro mil pesos anuales, aunque la Junta rechazó la propuesta por no encontrarse satisfecha por el indulto que había solicitado. Una vez proclamada la Constitución Federal de los Estados Unidos Mexicanos de 1824 fue elegido senador por el Estado de Puebla. Durante esta época escribió su Relación histórica, la cual fue rebatida en varios puntos por Mier y Terán.

## Plan de Jalapa, Plan de Codallos y muerte
A principios de 1830 se opuso al Plan de Jalapa que desconció al gobierno de Vicente Guerrero, fue encarcelado en la fortaleza de San Carlos de Perote. Al ser puesto en libertad se trasladó a Puebla, lugar en donde mató al oficial Francisco Poceros quien había atestiguado en su contra.
Se unió a Francisco Victoria y al Plan de Codallos proclamado en contra del gobierno de Anastasio Bustamante. Sin embargo fue aprehendido y fusilado el 16 de octubre de 1830. El 30 de marzo de 1833, una vez derrotado el régimen de Bustamante, el Congreso de Puebla ordenó  erigir un monumento en su honor en la plaza de San José. El 7 de junio del mismo año el Congreso Federal lo declaró benemérito de la patria.